# Michael Schneider (Mathematiker)
Michael Schneider (* 18. Mai 1942 in München; † 29. August 1997 in den französischen Alpen) war ein deutscher Mathematiker, der sich mit algebraischer Geometrie befasste.

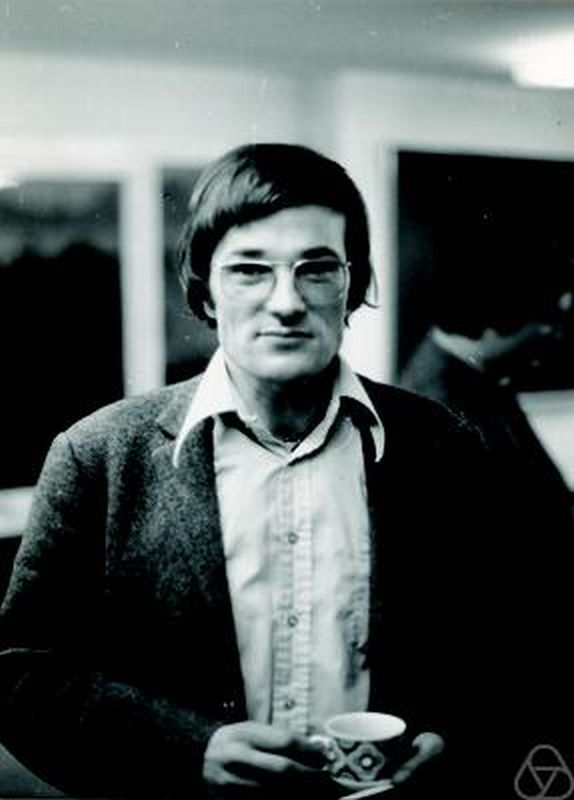
Michael Schneider, Erlangen 1977

## Leben
Schneider studierte Mathematik an der Ludwig-Maximilians-Universität München mit der Promotion 1969 bei Karl Stein (Vollständige Durchschnitte in komplexen Mannigfaltigkeiten). Er war danach Assistent an der Universität Regensburg, an der er sich habilitierte, lehrte an der Universität Göttingen und war ab 1980 Professor an der Universität Bayreuth.
Er verunglückte 1997 tödlich beim Bergsteigen in den französischen Alpen.
1984 bis 1995 war er Mitherausgeber des Journal für die reine und angewandte Mathematik. Er war im wissenschaftlichen Beirat des Forschungszentrums Oberwolfach.

## Schriften
- Herausgeber mit Klaus Hulek, Thomas Peternell, Frank-Olaf Schreyer: Complex Algebraic Varieties, Lecture Notes in Mathematics, Springer Verlag 1992 (Konferenz Bayreuth 1990)
- mit Christian Okonek, Heinz Spindler Vector bundles on complex projective spaces, Progress in Mathematics, Birkhäuser 1980